# Rudolf Plank
(Aloys Valerian) Rudolf Plank (Kiev, Império Russo, 22 de junho de 1886 – Ettlingen, 16 de junho de 1973) foi um engenheiro mecânico alemão de ascendência russa. Plank é reconhecido como fundador da tecnologia de refrigeração.

## Condecorações e honrarias
Rudolf Plank foi condecorado diversas vezes, dentre outras em 1967 como doutor honoris causa da Universidade Técnica de Dresden e com a Medalha DECHEMA de 1952. Em 1942 foi eleito membro da Academia de Ciências de Heidelberg.
- 1952: Ordem do Mérito da República Federal da Alemanha
- 1953: Medalha Grashof da Verein Deutscher Ingenieure

## Obras
- Handbuch der Kältetechnik, Verlag: Springer
  - Vol. 1: Entwicklung, wirtschaftliche Bedeutung, Werkstoffe (1954)
  - Vol. 2: Thermodynamische Grundlagen (1953)
  - Vol. 3: Verfahren der Kälteerzeugung und Grundlagen der Wärmeübertragung (1959)
  - Vol. 4: Die Kältemittel (1956)
  - Vol. 5: Kältemaschinen: Kaltgasmaschinen und Kaltdampfmaschinen (1966)
  - Vol. 6A: Automatik, Zubehör, Inbetriebnahme, Geräuschbekämpfung, Kälteanlagen, Wärmepumpen (1969)
  - Vol. 6B: Wärmeaustauscher (1988)
  - Vol. 7: Sorptions-Kältemaschinen (1959)
  - Vol. 8: Erzeugung sehr tiefer Temperaturen : Gasverflüssigung und Zerlegung von Gasgemischen (1957)
  - Vol. 9: Biochemische Grundlagen der Lebensmittelfrischhaltung (1952)
  - Vol. 10: Die Anwendung der Kälte in der Lebensmittelindustrie (1960)
  - Vol. 11: Der gekühlte Raum, der Transport gekühlter Lebensmittel und die Eiserzeugung (1962)
  - Vol. 12: Die Anwendung der Kälte in der Verfahrens- und Klimatechnik, Biologie und Medizin. Sicherheitsvorschriften (1967)
- Die Kleinkältemaschine, Verlag: Springer (1948)
- Die Frischhaltung von Fischen durch Kälte, Verlag: Keune (1947)
- Verfahren der Kälteerzeugung und Grundlagen der Wärmeübertragung (Hans Dieter Baehr, Ernst Hofmann, Rudolf Plank), Verlag: Springer (1959)
- Amerikanische Kältetechnik, Verlag: C. F. Müller (1957)
- Thermodynamische Grundlagen, Verlag: Springer (1953)
- Kühlhausbau, Dt. Ingenieur-Verlag (1950)